# FTV みんなのニュース
『FTV みんなのニュース』（エフティーブイ みんなのニュース）は、福島テレビ（FTV）で放送していた夕方の福島県向けローカルワイドニュース番組・夕方ワイド番組である。

## 番組概要
キー局であるフジテレビが『（FNN）みんなのニュース』をスタートさせることに伴い、『FTVスーパーニュース』の後継番組として放送開始。『FTVスーパーニュース』では2008年以降廃止されていた、17時台のローカル枠が本番組スタートとともに復活した。
みんなのニュースの16時台を2015年6月26日まで、フジテレビ以外では唯一ネットしていたが、2015年6月29日以降はドラマ再放送枠に再度変更されることになった。その後、2015年9月21日・2016年4月15日・2016年8月8日に臨時で16時台をネットした。土曜日は前番組に引き続き、県内他局及びFNN系列局では唯一55分枠で放送されている。
平日版の天気予報は、斎藤気象予報士によるFTV独自の天気予報を展開しており、視聴者からTwitterやメールで寄せられた情報と連動させた内容となっている。
2017年の報道ニュース時間帯（17:53 - 19:00）の年間平均視聴率は9.9％（ビデオリサーチ調べ）で、FTVスーパーニュース時代の2011年以来6年ぶりに県内民放4局で首位となっている。加えて、17時台でも県内民放4局で首位の視聴率を獲得する日が出てきている。
本番組は『みんなのニュース』同様2018年3月30日（週末は4月1日）を以て終了。同年4月2日からは1973年10月から1997年3月まで放送されていた『FTVテレポート』の名称を再使用した新ニュース番組『FTVテレポートプラス』がスタートした。

## 放送時間
| 期間      | 期間      | 放送時間（JST）        | 放送時間（JST）       | 放送時間（JST）       |
| 期間      | 期間      | 月曜日 - 金曜日        | 土曜日                | 日曜日                |
| --------- | --------- | ---------------------- | --------------------- | --------------------- |
| 2015.3.30 | 2015.6.28 | 15:55 - 19:00（185分） | 17:30 - 18:25（55分） | 17:30 - 18:00（30分） |
| 2015.6.29 | 2018.4.1  | 16:50 - 19:00（130分） | 17:30 - 18:25（55分） | 17:30 - 18:00（30分） |

## タイムテーブル

### 平日版

#### 2017年4月 -
- 16:50.00　フジテレビから『みんなのニュース』 最新全国ニュース
- 17:12.30　福島テレビからオープニング・タイトルコール
2017年10月2日以降、全国ニュースからCMを挟まずにローカルパートへ突入。同時に独自のタイトルCGを流す。
- 17:13　天気予報
- 17:16　夕どき中継・キカク! 予告、メッセージテーマ発表
- 17:17　福島県内ニュース
- 17:22　こおりやま最新版
- 17:25　夕どき中継 おじゃまします
- 17:31　キカク!
- 17:45　教えて!斎藤さん(天気予報)
- 17:53　フジテレビから『FNNみんなのニュース』 最新全国ニュース
- 18:14　福島県内ニュース
- 18:28　特集
- 18:35　天気予報
- 18:40　福島県内ニュース（ニュースフラッシュ） - 日によって割愛される場合あり
- 18:45　フジテレビから『みんなのニュース』　やくさんきくさん（やくさん大ちゃん）の時差ネット　（最新エンタメ情報）
- 18:55　福島県内ニュース（1項目）
- 18:57　エンディング

#### 2016年10月 - 2017年3月
- 16:50　フジテレビから『みんなのニュース』 全国最新ニュース
2016年9月30日まで冒頭2分間(- 16:52)は、ニュースのてがかり(ニュース予告)を放送していたが、フジテレビでの放送開始が16:50からに改められた同年10月以降は、フジテレビ発のオープニングもFTVで放送されるようになった。
- 17:12　福島テレビからオープニング・天気予報
- 17:17　お天気テレフォン
- 17:20　17時台のラインナップ紹介
- 17:21　福島県内ニュース
- 17:26　こおりやま最新版
- 17:31　曜日企画
- 17:45　教えて!斎藤さん(天気予報)
- 17:52　コレ見て! ビデオPOST
- 17:53　フジテレビから『FNNみんなのニュース』 全国最新ニュース
- 18:14　福島県内ニュース
- 18:28　特集
- 18:35　天気予報
- 18:40　福島県内ニュース（ニュースフラッシュ）
- 18:45　フジテレビから『みんなのニュース』（第1部）の時差ネット　やくさん（最新エンタメ情報）
- 18:55　福島県内ニュース（1項目）
- 18:57　エンディング

#### 2016年4月4日 - 7月1日
- 16:50　フジテレビから『みんなのニュース』・ニュースのてがかり（ニュース予告）
- 16:52　フジテレビから全国ニュース
- 17:10　福島テレビからオープニング、メッセージテーマ発表
- 17:13　天気予報
- 17:16　先取りニュース（県内ニュース）
- 17:22　フジテレビから『みんなのニュース』・みんなのふるさと
- 17:28　こおりやま最新版
- 17:31　曜日企画
- 17:43　教えて!斎藤さん(天気予報)
- 17:51　コレ見て! ビデオPOST
- 17:53　フジテレビから『FNNみんなのニュース』 全国最新ニュース
- 18:14　福島県内ニュース
- 18:38　天気予報
- 18:45　フジテレビから『みんなのニュース』（第2部）の時差ネット　ワイドの通やく（最新エンタメ情報）
- 18:52　ニュース
- 18:55　エンディング

#### 2016年3月まで
- 16:50　福島テレビのスタジオからオープニング、メッセージテーマ発表
- 16:53　天気予報
- 16:56　17時台のラインナップ紹介
- 16:57　先取りニュース（県内ニュース）
- 17:00　フジテレビから『みんなのニュース』　最新ニュース・みんなのふるさと
- 17:28　こおりやま最新版
- 17:31　曜日企画
- 17:43　教えて!斎藤さん(天気予報)
- 17:51　コレ見て! ビデオPOST
- 17:53　18時台の予告
- 17:54　フジテレビから『FNNみんなのニュース』 全国最新ニュース
- 18:15　福島県内ニュース
- 18:38　天気予報
- 18:45　フジテレビから『みんなのニュース』（第2部）の時差ネット　ワイドの通やく（最新エンタメ情報）
- 18:52　ニュース
- 18:55　エンディング

2015年6月26日までは、15:56にオープニングを放送し、16:00からフジテレビのみんなのニュース（第1部）をネット受けしていた。

### 土曜版
- 17:30　フジテレビから『FNN みんなのニュース Weekend』 最新全国ニュース・スポーツ・ニュースFLASH
- 17:48　福島テレビから県内ニュース、今週の福島県内のニュース
- 18:18　天気予報
- 18:22　ジオグラフィックふくしま（風景映像コーナー）・エンディング

## 主なコーナー
キカク!
平日17:30頃に放送。17時台の核となるコーナーで2017年3月までの『曜日企画』を発展・リニューアルしたもの。主な引き継がれたコーナーは以下の通り。
いいことありそう 500mの小さな旅
スタート地点から500メートル以内で辿り着いた様々なスポットを尋ね、街の人々と触れ合う散歩型ロケコーナー。寺本がリポートを担当。
フクカツ!
毎回1つの市町村を訪れ、その市町村の魅力や暮らしに迫るコーナー。リポーターは2017年7月分より、福盛田悠に交代された。リポートを担当する寺本→福盛田による福島を知る旅と銘打たれている。
さんちょく
地域で育てられた自慢の食材を紹介し、その食材を使った料理を紹介するコーナー。松永がリポートを担当。
うらたび
様々な職業の現場に潜入し、その現場（裏側）を紹介するコーナー。坂井がリポートを担当。
ひとり調査隊
当番組の柳沼ディレクターが、視聴者から寄せられた調べて欲しい内容等を自ら調査していくコーナー。
記者魂（こん）
FTVの報道記者が特に取り上げたい事柄を徹底的に取り上げ、紹介するコーナー。
みんなの果樹園
キカク!移行後にスタートしたコーナー。福島市の『フルーツファームカトウ』との協力により、番組で果物を生育・栽培する企画。豊嶋が中心（主任）となり、番組キャスターがお手伝いという形で、交代して参加する。
教えて!斎藤さん
平日17:45頃に放送。斎藤と寺本（月 - 水）、浜中（木・金）の2名で進行。最新の天気予報（FTV独自予報）に加え、天気にまつわる季節の話題や雑学などを紹介。視聴者からメールやTwitterなどを通じて寄せられた写真・情報を紹介する他、事前にTwitterの投票機能を用いた投票を行い、その結果とそこから関連する話題を伝える。また、視聴者からの天気の質問にも応える。
こおりやま最新版
平日17:22頃に放送。郡山支社から、主に県南地域（郡山市、須賀川市、白河市など）のニュースを伝える。基本的には郡山支社前から生中継で伝えられるが、稀にスタジオから伝える場合もあり、レポーターの菅家が不在の場合は、郡山支社の記者または他のアナウンサーが代行して伝えることがある。
夕どき中継 おじゃまします
平日17:25頃に放送。福島県内各地からの中継コーナー。番組キャスターが日替わりで担当。
みんなの天気
平日17:12頃と18:35頃に放送。『教えて!斎藤さん』と同じく斎藤と寺本（月 - 水）、浜中（木・金）の2名で伝える。視聴者から寄せられた写真・情報の紹介も行う。18時台のポイント予報は（会津地方）→（中通り北部）→（中通り南部）→（浜通り）の順で紹介する。
タイトルに『みんなの-』と付けられているが、当番組開始前から銘打たれているFTV独自予報のタイトルでもある。
視聴者からの写真紹介は、土曜版の天気予報コーナーでも行う。
ジオグラフィックふくしま
土曜のエンディングに放送。カメラマンが取材した福島県内の絶景を音楽にのせて放送。

## 過去のコーナー
お天気テレフォン
2016年7月より平日17:17頃に放送。視聴者と電話を結んで、最新の天気や季節にまつわる会話などを繰り広げる。
曜日企画
平日17:30頃に放送。17時台の核となるコーナーで、曜日毎にタイトルが付けられており、FTVのアナウンサー・記者が日替わりでプレゼンを行う。2017年4月3日より曜日縛りを撤廃した『キカク!』へ変更（発展解消）
- 月曜日・オイシイ月曜日
  - 福島県内のグルメ情報や旬の食材、郷土食に関する情報を伝える。
  - 企画内のコーナーとして、以下のコーナーが存在した（比較的放送頻度が多い、現在のキカク!へ移行される前に終了したコーナーのみ掲載）。
    - 『記者メシ』 - FTVの報道記者が2名（本社・支社から各1名）登場し、それぞれがお勧めするグルメをVTRとスタジオでのプレゼンを通じて紹介。以前は最後にどちらのプレゼンが良かったかをスタジオのキャスター陣が判定していた。
    - 『家ケッチャーノ』 - 郡山市の料理店・「福ケッチャーノ」の中田シェフに、浜中がレシピを教わる。放送された料理は実際にスタジオにも登場し、キャスター陣が試食を行う。その後、他の料理店の店主からレシピを教わるコーナーとして『名店マル秘レシピ』に移行した（2016年4月より）。
- 火曜日・ときめき火曜日
  - アナウンサーや記者がスゴい!面白い!と感じた注目の話題を伝える。
- 水曜日・おたすけ水曜日
  - 視聴者の暮らしをおたすけする情報をレポーターが体当たり取材などをして伝える。2016年9月まで放送。
- 水曜日・サキドリ水曜日
  - 2016年10月から放送。話題のスポットなどを伝える。フジテレビ『みんなのニュース』内コーナー「シュザイブ」で過去に放送された内容をそのまま放送し、加えて福島の情報を少しスタジオで紹介する回もある。
- 木曜日・キニなる木曜日
  - 視聴者の「キニなる」話題を伝える。
- 金曜日・おでかけ金曜日
  - イベント情報や季節の話題を伝える企画で、基本的には生中継となる(週によりVTRでの放送となる場合がある)。
  - 2017年2月までの概ね月末の金曜日は、郡山駅併設のエスパル郡山からの『まるごと中継』を行うことから、エスパル郡山内の専門店の情報を中心に伝えられていた（この場合、17時台のローカル枠はニュースを除いて全てエスパル郡山からの放送となる）。

コレ見て!ビデオPOST
平日17:52頃に放送。『FNNビデオPOST』に寄せられた写真・動画を紹介する。

## 最終回時点での出演者
- 取材や休暇などで本来の曜日のキャスターが不在の場合は、もう一方の曜日の同ポジションのキャスターが代理で担当する（例：寺本が不在の月曜 - 水曜は、木曜・金曜担当の浜中が代理で情報キャスターを担当）。

| 月曜 - 水曜          | 木曜・金曜     | 土曜           |
| 情報キャスター       | 情報キャスター | 情報キャスター |
| -------------------- | -------------- | -------------- |
| 寺本緒麻里           | 浜中順子       | （不在）       |
| ニュースキャスター   |                |                |
| 坂井有生             | 豊嶋啓亮       | 豊嶋啓亮       |
| 松永安奈             | 神谷美寿々     | 福盛田悠       |
| 気象予報士           |                |                |
| 斎藤恭紀             | 斎藤恭紀       | （不在）       |
| フィールドキャスター |                |                |
| 福盛田悠             | 福盛田悠       | （不在）       |
| 郡山キャスター       |                |                |
| 菅家ひかる           | 菅家ひかる     | （不在）       |

### 日曜版
- FTVアナウンサーが週替りシフト制で担当。月曜 - 土曜の各キャスターが担当する場合もある。

## 過去の出演者
- 延増惇（当時FTVアナウンサー） - 2015年9月まで月 - 水のニュースキャスターを担当。
- 岸野文絵（当時FTVアナウンサー） - 2016年4月1日まで木 - 土のニュースキャスターを担当。
- 名切万里菜（当時FTVアナウンサー） - 2017年3月まで月 - 水のニュースキャスターを担当。
- 富永琴美 - 2017年3月まで郡山キャスターを担当。

## 特別番組
- 2015年9月5日（土曜日）は、楢葉町の避難指示解除に伴う報道特別番組を17:00 - 18:25（途中、17:30 - 17:47は『FNNみんなのニュースWeekend』）に放送。キャスターは延増と名切。
- 2015年12月26日（土曜日）は、昼の情報番組『サタふく』と合体した『FTV年末特大号』を放送。本番組としての放送枠は16:00 - 18:25（途中、17:30 - 17:47は『FNN みんなのニュース Weekend』を放送）と通常より90分拡大しての放送となった。2016年も12月24日に同じ特番が放送されたが、『年末特大号』としてではなく両番組の年末スペシャルとして分割された。この年末スペシャルを放送したことに伴い、23日・26日・27日の17時台の自社制作パートは休止しフジテレビの内容をネット。通常は放送しない『ケイゾク』や『上を向いて歩こう』をネットしたほか『やくさん』も同時ネットした。18時台は通常通りローカルパートを放送したが、年末年始の特別編成に伴い18時30分で放送終了となったため土曜日とほぼ同じ体制となった。各年とも15時台は『ウイニング競馬』（テレビ東京制作）放送のため中断。2016年はさらに14時台もバラエティ番組放送に伴い中断となった。
- 2016年3月11日（金曜日）は、東日本大震災から5年を迎えるにあたって、『FTVみんなのニューススペシャル 震災5年 福島の選択』と題した特別番組を15:50 - 19:00（途中、17:00 - 17:25・17:54 - 18:15は『みんなのニュース』（フジテレビ発をネット）に放送。メインキャスターは坂井と松永が担当し、浜通り各地からの中継も随時放送された。
- 2017年12月26日（火曜日）は、15:55 - 19:00まで年末スペシャルを放送。その後、27日・28日は17時台のローカルパートを休止し、『みんなのニュース・第1部』を臨時フルネット。通常ネットしていない17時台中盤や終盤のニュースパートや「上を向いて歩こう!」を臨時ネットしたほか、「やくさんきくさん（やくさん大ちゃん）」も臨時同時ネットとなった。18時台は通常通りローカルパートを放送したが、年末年始の特別編成に伴い18時30分で放送終了となったため土曜日とほぼ同じ体制となった。

## FTV歴代の夕方ニュース
| 期間      | 期間       | 月曜日 - 金曜日                              | 土曜日                                    | 日曜日                                    |
| --------- | ---------- | -------------------------------------------- | ----------------------------------------- | ----------------------------------------- |
| 1973.10.1 | 1980.3.30  | FTVテレポート                                | FTVニュース                               | FTVニュース                               |
| 1980.3.31 | 1983.3.27  | FTVテレポート                                | FTVニュース                               | FNNニュースレポート5:30                   |
| 1983.3.28 | 1985.3.31  | FTVテレポート                                | FTVテレポート                             | FNNニュースレポート5:30                   |
| 1985.4.1  | 1985.12.28 | FTVテレポート                                | FTVテレポート                             | FNNスーパータイム                         |
| 1986.1.6  | 1993.3.28  | FNN FTVテレポート                            | FNN FTVテレポート                         | FNNスーパータイム                         |
| 1993.3.29 | 1997.3.30  | FNN FTVテレポート                            | FNN FTVテレポート                         | FNN FTVテレポート                         |
| 1997.3.31 | 1998.3.29  | FNN FTVニュース555 テレポート ザ・ヒューマン | FNN FTVニュース テレポート ザ・ヒューマン | FNN FTVニュース テレポート ザ・ヒューマン |
| 1998.3.30 | 2000.4.2   | FNN FTVスーパーニュース テレポート           | FNN FTVスーパーニュース テレポート        | FNN FTVスーパーニュース テレポート        |
| 2000.4.3  | 2001.4.1   | FTVスーパーニュース FNN                      | FTVスーパーニュース FNN                   | FTVスーパーニュース FNN                   |
| 2001.4.2  | 2003.3.30  | FTVスーパーニュース FNN                      | FNN FTVスーパーニュースWEEKEND            | FNN FTVスーパーニュースWEEKEND            |
| 2003.3.31 | 2007.4.1   | Lばんスーパーニュース                        | FNN FTVスーパーニュースWEEKEND            | FNN FTVスーパーニュースWEEKEND            |
| 2007.4.2  | 2013.3.31  | FTVスーパーニュース                          | FTVスーパーニュース                       | FNN FTVスーパーニュースWEEKEND            |
| 2013.4.1  | 2015.3.29  | FTVスーパーニュース                          | FTVスーパーニュース                       | FTVスーパーニュース                       |
| 2015.3.30 | 2018.4.1   | FTVみんなのニュース                          | FTVみんなのニュース                       | FTVみんなのニュース                       |
| 2018.4.2  | 2019.3.31  | FTVテレポートプラス                          | FTVテレポートプラス                       | プライムニュース イブニング               |
| 2019.4.1  | 2020.9.27  | テレポートプラス                             | テレポートプラス                          | FNN Live News it!                         |
| 2020.9.28 | 現在       | テレポートプラス                             | テレポートプラス                          | FNN Live News イット!                     |